# Jilem (Vysočina)
Jilem é uma comuna checa localizada na região de Vysočina, distrito de Havlíčkův Brod.